# Lijst van gouverneurs en commissarissen van de Koning in Noord-Brabant
Dit is een lijst van gouverneurs en commissarissen van de Koning in Noord-Brabant. De titel gouverneur werd voor Noord-Brabant in 1850 vervangen door commissaris van de Koning.
| Termijn                            | Naam                                                      | Leven     | Politieke kleur                |
| ---------------------------------- | --------------------------------------------------------- | --------- | ------------------------------ |
| 1814-1820                          | Carel Gerard Hultman                                      | 1752-1820 | Patriot                        |
| 1820-1822                          | Benedictus Josephus Holvoet                               | 1763-1838 |                                |
| 1822-1826                          | Ewoud van Vredenburch                                     | 1779-1861 |                                |
| 1826-1830                          | Alexandre François Ghislain van der Fosse                 | 1769-1840 |                                |
| 1830-1842                          | Andreas Johannes Ludovicus van den Bogaerde van Terbrugge | 1787-1855 |                                |
| 1842-1856                          | Anton Joseph Lambert Borret                               | 1782-1858 | Rooms-katholiek (conservatief) |
| 1856-1894                          | Paulus Jan Bosch van Drakestein                           | 1825-1894 | Liberaal                       |
| 1894                               | L.A.N. Gerrits (waarnemer)                                |           |                                |
| 1894-1928                          | Arthur Eduard Joseph van Voorst tot Voorst                | 1858-1928 | Rooms-katholiek                |
| 1928-1945                          | Augustinus Bernardus Gijsbertus Maria van Rijckevorsel    | 1882-1957 | RKSP                           |
| 1944-1946                          | J.Th.M. Smits van Oyen (waarnemer)                        | 1888-1978 | RKSP, KVP                      |
| 1946-1959                          | Jan de Quay                                               | 1901-1985 | KVP                            |
| 1959-1973                          | Constant Kortmann                                         | 1908-1997 | KVP                            |
| 1973-1983                          | Jan Dirk van der Harten                                   | 1918-1998 | KVP, CDA                       |
| 1983-1987                          | Dries van Agt                                             | 1931-2024 | CDA                            |
| 1987-2003                          | Frank Houben                                              | 1939-2023 | CDA                            |
| 2003 - 30 september 2009           | Hanja Maij-Weggen                                         | 1943-     | CDA                            |
| 1 oktober 2009 - 30 september 2020 | Wim van de Donk                                           | 1962-     | CDA                            |
| 1 oktober 2020 - heden             | Ina Adema                                                 | 1968-     | VVD                            |

Drenthe · Flevoland · Friesland · Gelderland · Groningen · Limburg · Noord-Brabant · Noord-Holland · Overijssel · Utrecht · Zeeland · Zuid-Holland